# Mussa Gilanijewitsch Jewlojew
Mussa Gilanijewitsch Jewlojew (russisch Муса Гиланиевич Евлоев; * 31. März 1993 in Nesterowskaja) ist ein russischer Ringer. Er wurde 2018 und 2019 Weltmeister im griechisch-römischen Stil in der Gewichtsklasse bis 97 kg Körpergewicht.

## Werdegang
Mussa Jewlojew stammt aus Inguschetien, lebt und trainiert aber hauptsächlich in Kaliningrad und in Moskau. Sein Verein ist Sparta Moskau. Trainiert wurde er bzw. wird er von F.P. Awakow, V. V. Chromow und Dawid Kadilow. Er ringt ausschließlich im griechisch-römischen Stil. Er ist ein 1,80 Meter großer kräftiger Athlet, der knapp 100 kg wiegt.
Bereits als Junior gehörte zu den besten Ringern seines Landes. Sein erster Start bei einer internationalen Meisterschaft absolvierte er bei der Junioren-Europameisterschaft 2012 (Altersgruppe Juniors) in der Gewichtsklasse bis 96 kg. Er gewann dort den Titel und besiegte im Finale Felix Baldauf aus Norwegen. Im September 2012 ging er auch bei der Junioren-Weltmeisterschaft (Juniors) in Pattaya an den Start. Er belegte dort aber nur den 11. Platz.
Im Januar 2013 startete er erstmals beim renommierten „Iwan-Poddubny“-Turnier in Tjumen, bei dem jedes Jahr die besten russischen Ringer ihre Visitenkarte abgeben und belegte dort in der Gewichtsklasse bis 96 kg hinter Nikita Melnikow den 2. Platz. Im gleichen Jahr wurde er im Juli in Skopje Junioren-Europameister und im August in Sofia auch Junioren-Weltmeister, jeweils in der Altersgruppe Juniors.
2014 siegte Musa Jewlojew beim „Iwan-Poddubny“-Turnier in Tjumen in der neuen Gewichtsklasse bis 98 kg vor Nikita Melnikow. Er wurde daraufhin bei der Europameisterschaft in Vantaa in der gleichen Gewichtsklasse eingesetzt, verlor dort aber gleich seinen ersten Kampf gegen Felix Radinger aus Deutschland und schied vorzeitig aus, weil Radinger nicht das Finale erreichte. Er landete letztlich auf dem 17. Platz. Trotz dieses Misserfolg wurde er im September auch bei der Weltmeisterschaft in Taschkent eingesetzt, kam dort zu einem Sieg über Ewgeni Achkalow aus Usbekistan, unterlag aber gegen Ghasem Rezaei aus dem Iran. Aber auch Rezaie erreichte das Finale nicht, wodurch Musa Jewlojew wieder früh ausschied und auf den 11. Platz kam. Schon vorher war Musa Jewlojew erstmals russischer Meister in der Gewichtsklasse bis 98 kg vor Nikita Melnikow geworden.
Auf Grund einer Verletzung konnte Musa Jewlojew 2015 erst spät in das Wettkampfjahr einsteigen. Alle Qualifikations-Wettbewerbe für die russische Mannschaft bei den internationalen Meisterschaften waren da schon vorbei. Er nahm in diesem Jahr noch am „Wladyslaw-Pytlasinski“-Memorial in Warschau teil und belegte dort hinter Ghasem Rezaei und Peter Öhler aus Deutschland den 3. Platz.
2016 kam er beim „Iwan-Poddubny“-Turnier in Tjumen hinter Nikita Melnikow auf den 2. Platz. Im März 2016 startete er bei der U 23-Europameisterschaft in Russe. Nach zwei gewonnenen Kämpfen unterlag er gegen Kukuri Kirtschalia aus Georgien. Er erkämpfe sich aber mit einem Sieg in der Trostrunde über Orchan Nurijew aus Aserbaidschan noch eine Bronzemedaille. Bei der Europameisterschaft der Senioren 2016 und bei den Olympischen Sommerspielen 2016 in Rio de Janeiro wurde Musa Jewlojew nicht berücksichtigt. Es starteten dort für Russland Nikita Melnikow bzw. Islam Magomedow, hinter dem er bei der russischen Meisterschaft 2016 den 2. Platz belegt hatte.
2017 kam Musa Jewlojew beim „Iwan-Poddubny“-Turnier hinter Nikita Melnikow auf den 2. Platz, wurde aber im Juni dieses Jahres russischer Meister vor Alexander Golowin. Er wurde deshalb bei der Weltmeisterschaft in Paris, die im August dieses Jahres stattfand, eingesetzt. Er rechtfertigte in Paris als Seniorenringer erstmals das Vertrauen des russischen Ringer-Verbandes und erreichte in der Gewichtsklasse bis 98 kg nach Siegen über Uzur Dschusupbekow, Kirgisistan, Ex-Weltmeister Balasz Kiss, Ungarn, Choukri Atafi, Marokko, Ex-Weltmeister Melonin Noumonvi, Frankreich und Dimitri Timchenko, Ukraine, das Finale. In diesem stand er dem Olympiasieger Artur Aleksanjan aus Armenien gegenüber, dem er einen großen Kampf lieferte und nur knapp mit 1:3 Punkten verlor. Er wurde damit Vize-Weltmeister.
2018 siegte Musa Jewlojew beim „Iwan-Poddubny“-Turnier in Moskau in der Gewichtsklasse bis 97 kg vor Nikita Melnikow und kam daraufhin bei der Europameisterschaft 2018 in Kaspiisk zum Einsatz. Er aber dort gleich seinen ersten Kampf gegen Matti Kuosmanen aus Finnland, schied aus und belegte nur den 14. Platz. Wenig später wurde er wieder russischer Meister vor Nikita Melnikow. Da er bei drei internationalen Vorbereitungsturnieren in Tallinn, Tiflis und Kragujevac jeweils siegte, wurde er trotz des schlechten Abschneidens bei der Europameisterschaft im Oktober 2018 auch bei der Weltmeisterschaft in Budapest eingesetzt. Er rechtfertigte dort das in ihn gesetzte Vertrauen und wurde mit Siegen über Beksultan Machamedschanowitsch Machmudow, Kirgisistan, Mahdi Abbas Aliyarifeizabadi, Iran, Luillys Jose Perez Mora, Venezuela, Artur Aleksanjan, den er im Halbfinale mit 3:1 Punkten besiegte und Kiril Milenow Milow, Bulgarien, Weltmeister.
2019 wurde dann zum bisher erfolgreichsten Jahr in der Laufbahn von Mussa Jewlojew. Im April 2019 wurde er in Bukarest Europameister in der Gewichtsklasse bis 97 kg. Im Finale besiegte er dabei Kiril Milenow Milow. Im September dieses Jahres wurde er in Nur-Sultan zum zweiten Mal Weltmeister. Auf dem Weg zu diesem Erfolg besiegte er im Halbfinale Micheil Kadschaia aus Georgien. Im Finale wäre der wieder erstarkte Olympiasieger und mehrfache Weltmeister Artur Aleksanjan sein Gegner gewesen, der allerdings wegen einer Verletzung nicht gegen ihn antreten konnte. Im Oktober 2019 gewann Mussa Jewlojew in Wuhan bei den Militär-Weltspielen dann seinen dritten bedeutenden internationalen Titel innerhalb eines Jahres. Er besiegte dort im Finale der Gewichtsklasse bis 97 kg den Finnen Matti Kuosmanen.

## Internationale Erfolge
| Jahr | Platz | Wettbewerb                                               | Gewichtsklasse | Ergebnisse |
| 2012 | 1.    | Junioren-EM (Juniors)                                    | bis 96 kg      | vor Felix Baldauf, Norwegen, Suleiman Dmirai, Türkei und Iakob Kadschaia, Georgien |
| 2012 | 11.   | Junioren-WM (Juniors) in Pattaya                         | bis 96 kg      | Sieger: Villius Laurinaitis, Litauen vor Peter Öhler, Deutschland |
| 2012 | 1.    | „Oleg-Karawajew“-Memorial in Minsk                       | bis 96 kg      | vor Villius Laurinaitis, Wolodja Wassiljew, Ukraine und Michail Isotow, Kasachstan |
| 2013 | 2.    | „Iwan-Poddubny“-Turnier in Tjumen                        | bis 96 kg      | hinter Nikita Melnikow, vor Konstantin Efimow und Daniil Ontin, alle Russland |
| 2013 | 1.    | Junioren-EM (Juniors) in Skopje                          | bis 96 kg      | vor Zsolt Török, Ungarn, Kukuri Kirtschaila, Georgien und Romas Fridrikas, Litauen |
| 2013 | 1.    | Junioren-WM (Juniors) in Sofia                           | bis 96 kg      | vor Daniel Gastl, Österreich, Romas Fridrikas und Fatih Baksoy, Türkei |
| 2013 | 2.    | Copa Brasil                                              | bis 96 kg      | hinter Nikita Melnikow, vor Ivan Burtuboy, Argentinien und Alan Chugajew, Russland |
| 2014 | 1.    | „Iwan-Poddubny“-Memorial in Tjumen                       | bis 98 kg      | vor Nikita Melnikow, Alexander Hrabovik, Weißrussland und Saur Kodojew, Russland |
| 2014 | 17.   | EM in Vantaa                                             | bis 98 kg      | nach einer Niederlage gegen Felix Radinger, Deutschland |
| 2014 | 11.   | WM in Taschkent                                          | bis 98 kg      | nach einem 'Sieg über Ewgeni Achkalow, Usbekistan und einer Niederlage gegen Ghasem Rezaei, Iran |
| 2015 | 3.    | „Wladyslaw-Pytlasinksi“-Turnier in Warschau              | bis 98 kg      | hinter Ghasem Rezaei und Peter Öhler |
| 2016 | 2.    | „Iwan-Poddubny“-Memorial in Tjumen                       | bis 98 kg      | hinter Nikita Melnikow, vor Alexander Golowin und Kantemir Magomedow, alle Russland |
| 2016 | 3.    | U 23-EM in Russe                                         | bis 98 kg      | hinter Etka Sever, Deutschland und Kukuri Kirtschaila, Georgien |
| 2016 | 1.    | Großer Preis von Deutschland in Dortmund                 | bis 98 kg      | vor Fredrik Schoen, Schweden, Villius Laurinaitis und Daniel Gastl |
| 2016 | 1.    | Golden-Grand-Prix in Baku                                | bis 98 kg      | vor Alexander Hrabovik, Cenk Ildem, Türkei und Amir Hossein Hosseini, Iran |
| 2017 | 2.    | „Iwan-Poddubny“-Memorial in Moskau                       | bis 98 kg      | hinter Nikita Melnikow, vor Konstantin Efimow und Mksim Safarjan, alle Russland |
| 2017 | 2.    | WM in Paris                                              | bis 98 kg      | nach Siegen über Uzur Dschusupbekow, Kirgisistan, Balasz Kiss, Ungarn, Choukri Atafi, Marokko, Melonin Noumonvi, Frankreich und Dimitri Timchenko, Ukraine und einer Niederlage gegen Artur Aleksanjan, Armenien |
| 2018 | 1.    | „Iwan-Poddubny“-Memorial in Moskau                       | bis 98 kg      | vor Nikita Melnikow, Alexander Golowin und Kantemir Magomedow |
| 2018 | 1.    | „Kristjan-Palusalu“-Memorial in Tallinn                  | bis 97 kg      | vor Alexander Hrabovik, PeterÖhler und Matti Kuosmanen |
| 2018 | 14.   | EM in Kaspiisk                                           | bis 97 kg      | nach einer Niederlage gegen Matti Kuosmanan |
| 2018 | 1.    | „Giwi Kartosija & Wachtang Balawadse“-Memorial in Tiflis | bis 97 kg      | vor Revazi Nadareischwili, Giorgi Melia und Aleksi Lodia, alle Georgien |
| 2018 | 1.    | „Ljubomir Ivanovic Gedza“-International in Kragujevac    | bis 97 kg      | vor Djordje Pesut und Jano Ivetic, beide Serbien |
| 2018 | 1.    | WM in Budapest                                           | bis 97 kg      | nach Siegen über Beksultan Machamedschanowitsch Machmudow, Kirgisistan, Mahdi Abbas Aliyarifeizabadi, Iran, Luillys Jose Perez Mora, Venezuela, Artur Aleksanjan und Kiril Milenow Milow, Bulgarien              |
| 2019 | 1.    | „Dan-Kolow“ & „Nikola-Petrow“-Memorial in Russe          | bis 97 kg      | vor Nikita Melnikow, Russland, Usur Dschusupbekow, Kirgisistan, Micheil Kadschaia, Georgien und Metehan Basar, Türkei                                                                                            |
| 2019 | 1.    | EM in Bukarest                                           | bis 97 kg      | nach Siegen über Micheil Kadschaia, Fatih Baksoy, Türkei, Daigoro Timoncini, Italien und Kiril Milenow Milow |
| 2019 | 1.    | Großer Preis von Deutschland in Dortmund                 | bis 97 kg      | vor Peter Öhler, Deutschland, Matti Kuosmanen und Arvo Savolainen, beide Finnland |
| 2019 | 1.    | WM in Nur-Sultan                                         | bis 97 kg      | nach Siegen über Jahongir Turdiew, Usbekistan, Yuta Nara, Japan, Tadeusz Michalik, Polen, Micheil Kadschaia und einem kampflosen Sieg über Artur Aleksanjan                                                      |
| 2019 | 1.    | Militär-Weltspiele in Wuhan                              | bis 97 kg      | vor Matti Kuosmanen, Oliver Hassler, Deutschland und Alexander Hrabovik, Weißrussland |

## Russische Meisterschaften
| Jahr | Platz | Gewichtsklasse | Ergebnisse                                                           |
| 2014 | 1.    | bis 98 kg      | vor Nikita Melnikow, Alexej Michenko und Islam Magomedow             |
| 2016 | 2.    | bis 98 kg      | hinter Islam Magomedow, vor Konstantin Efimow und Kantemir Magomedow |
| 2017 | 1.    | bis 98 kg      | vor Alexander Golowin, Kantemir Magomedow und Nikita Melnikow        |
| 2018 | 1.    | bis 97 kg      | vor Nikita Melnikow, Ilja Borisow und Daniil Sotnikow                |

Erläuterungen
- alle Wettbewerbe im griechisch-römischen Stil
- WM = Weltmeisterschaft, EM = Europameisterschaft